# Stéphane Pocrain
 (octobre 2015).
Si vous disposez d'ouvrages ou d'articles de référence ou si vous connaissez des sites web de qualité traitant du thème abordé ici, merci de compléter l'article en donnant les références utiles à sa vérifiabilité et en les liant à la section « Notes et références ».
Stéphane Pocrain, né le 27 novembre 1972 à Paris 15e, est un militant associatif, professionnel de la communication et homme politique français.
Il a connu une première popularité médiatique en tant que chroniqueur de télévision dans l'émission On a tout essayé sur France 2. Également chroniqueur dans les pages médias du magazine TOC, il a soutenu la création du Conseil représentatif des associations noires de France dont il est le porte-parole à partir de novembre 2014.

## Biographie

### Premières années
Né de parents guadeloupéens, Stéphane Pocrain est le fils de José Pentoscrope, économiste de formation, président de l'association CIFORDOM (chargée de la promotion des intérêts et la défense des droits des citoyens originaires d'Outre-Mer), vice-président du Conseil représentatif des Français d'outre-mer, ancien conseiller municipal socialiste à Massy dans l'Essonne (de 1983 à 1985) et aujourd'hui artiste plasticien, et d'une institutrice. Ses parents ne se sont jamais mariés et Stéphane — qui porte le nom de sa mère — est le dernier de six enfants, le seul à être né en métropole. Il a participé depuis son enfance à de nombreux mouvements associatifs. Il fut membre d'un groupe hip-hop originaire de l'Essonne, Les Damnés de la Terre ; il est aussi le fondateur en 1991 de l'association « Le monde de demain, académie populaire des arts urbains ».
En 1990, il est l'un des animateurs de la coordination nationale lycéenne qui négocie un plan d'urgence pour les lycées avec le ministre de l'Éducation nationale Lionel Jospin, et il commence à militer au sein de deux organisations, l'UNEF-ID et Génération écologie (années 1991-1992). Il obtient une place dans le collectif national de l'Unef et quitte Génération écologie en 1994. Membre du parti de Noël Mamère, Convergences écologie solidarité, il obtient près de 2 % des voix dans la sixième circonscription de l'Essonne lors des élections législatives de 1997.

### Carrière politique
Il est collaborateur parlementaire du député écologiste Noël Mamère de 1997 à 1998[réf. souhaitée], puis celui d'Eva Joly dans les années 2010. Candidat aux élections cantonales en 1998, il ne rend pas ses comptes de campagne et est déclaré inéligible pendant un an. Il devient porte-parole des Verts en 1998, axant ses interventions sur les thèmes de l'« écologie populaire » et la défense des minorités.
Investi comme candidat commun Verts-PS dans la cinquième circonscription de l'Essonne en 2002 (Gif-sur-Yvette, Les Ulis, Orsay, etc.), il échoue avec 46,2 % des voix face au candidat UMP. Ses comptes de campagne n'étant pas déposés dans les délais, la CNCCFP les rejette, ce qui conduit le Conseil constitutionnel à le condamner à un an d'inéligibilité. Les Verts ne pourront accéder au financement public correspondant aux votes obtenus pour cette circonscription, soit près de 20 000 euros par an pendant la durée de cette législature. 
Ayant cessé dès juin 2002 de participer aux réunions du collège exécutif du parti, il est démis de ses fonctions par le CNIR en septembre 2002. L'année suivante, il n'adhère plus aux Verts et se prononce pour le non lors du référendum sur le traité de Rome de 2004. 
En 2005, il déclare publiquement « Je suis aussi légitime qu'un autre pour être le candidat des Verts », et demande alors à adhérer à nouveau aux Verts. Le conseil d’administration des Verts d’Île-de-France, par 58 % lors d'un vote à bulletins secrets, ajourne sa demande d’adhésion dans l'attente d'un règlement financier d'une dette envers le parti. Ce règlement financier n'est pas venu. 
Le 25 mai 2006, il annonce sa candidature à la présidence de la République pour 2007, se disant « capable de capter l'électorat d'Olivier Besancenot ou de Taubira » et apparaît dans les médias à l'occasion de débats concernant la colonisation. Il déclare ne pas incarner une candidature communautaire mais « amener aux urnes ceux qui ne votent jamais » et porter en priorité la question de l'égalité. Mis en examen pour violences conjugales, il déclare forfait le 8 février 2007 par absence du nombre de signatures d'élus nécessaires pour pouvoir participer à l'élection. 
Le 25 mai 2007, l’ancien porte-parole des Verts adhère au Parti socialiste, après avoir soutenu Ségolène Royal durant la campagne électorale de 2007.
À partir de novembre 2011, Stéphane Pocrain est l'un des principaux conseillers en communication d'Eva Joly. Malgré quelques polémiques, la candidate reconnaît elle-même dans un entretien à Médiapart s'appuyer sur l'ancien porte-parole de Noël Mamère.
En août 2016, d'après Valeurs actuelles, il conseillerait Cécile Duflot pour une éventuelle candidature en 2017.
Dès août 2018, il s'implique auprès d'EELV lors des élections européennes de 2019. Ses prestations sont facturées 50 000 euros, dont une partie (un peu plus de 10 000 euros) est retoquée par la Commission nationale des comptes de campagne.
À l'automne 2019, il est l'assistant parlementaire de l'eurodéputé David Cormand.
Lors de la campagne pour les élections municipales de 2020, il est à nouveau aux côtés d'EELV pour soutenir les candidats écologistes,. Cependant, il est écarté du parti le 4 juin 2020, selon des informations dévoilées en septembre de la même année par Mediapart. Le bureau exécutif du parti a décidé de suspendre toute collaboration avec Stéphane Pocrain « à titre conservatoire », ce dernier ayant été visé par plusieurs accusations de comportements inadaptés envers les femmes.

### Médias, publicité et cinéma
En février 2007, il est appelé par Bruno Walther, président de l’agence de publicité américaine Draft-FCB, pour prendre la vice-présidence de sa branche française, chargée de la citoyenneté et du développement durable.
En 2008, il joue un rôle de professeur dans le film de Claire Denis, 35 rhums.
En 2009, il est employé comme présentateur par la chaîne de service public France Ô, sur laquelle il anime l'émission Ma planète sur l'écologie.

### Condamnations
En janvier 2008, il est condamné par une chambre correctionnelle du tribunal de grande instance de Paris à deux mois de prison avec sursis pour violences sur son ex-concubine Anne-Charlotte Keller, militante socialiste, ainsi qu'à 3 000 euros de dommages et intérêts,. 
En janvier 2012, il est reconnu coupable d'abandon de famille en raison du non-paiement, durant plusieurs mois, de la pension alimentaire due à la mère d'un de ses enfants — dette qu'il a réglée depuis.
En septembre 2020, il est écarté du parti Europe Écologie Les Verts à cause d'accusations de comportements sexistes.

### Vie privée
Il a été en couple avec la comédienne Aïssa Maïga, avec laquelle il a eu deux fils. Il a un troisième enfant qui est une fille. 